# Rick Wakeman at Lincoln Cathedral
Rick Wakeman at Lincoln Cathedral is een livealbum van Rick Wakeman. Hoewel een livealbum; er is geen publiek aanwezig.
Wakeman nam het album op op 26 september 2001 in de Kathedraal van Lincoln, Lincoln (Lincolnshire), Engeland. Het album maakte deel uit van een serie opnamen in die kathedraal, ook Roger Eno (ambientmuzikant) nam er een album op, alsook Howard Riley, (freejazz). Zij en wellicht ook anderen bespeelden daar het Henry Willis kerkorgel uit 1898 of de daar aanwezige Steinwaypiano. Wakeman  bespeelde zowel orgel als piano, die laatste alleen voor track 7. De albums uit deze serie bestaan alle uit twee schijven. Een normale compact disc en een enhanced exemplaar, waarop een speciale weergave voor koptelefoons (Binaural recording) en track met DTS-geluid. De muziek is deels gecomponeerd, deels geïmproviseerd.
Een ander album in dit voor jazz-  en popmusic vreemde genre is het album Hymns and Spheres van Keith Jarrett, in 2010 nog (niet geheel) op compact disc verschenen, maar nog steeds als dubbelelpee bij het platenlabel ECM Records te koop (gegevens 19 juni 2010).

## Musici
- Rick Wakeman

## Tracklist

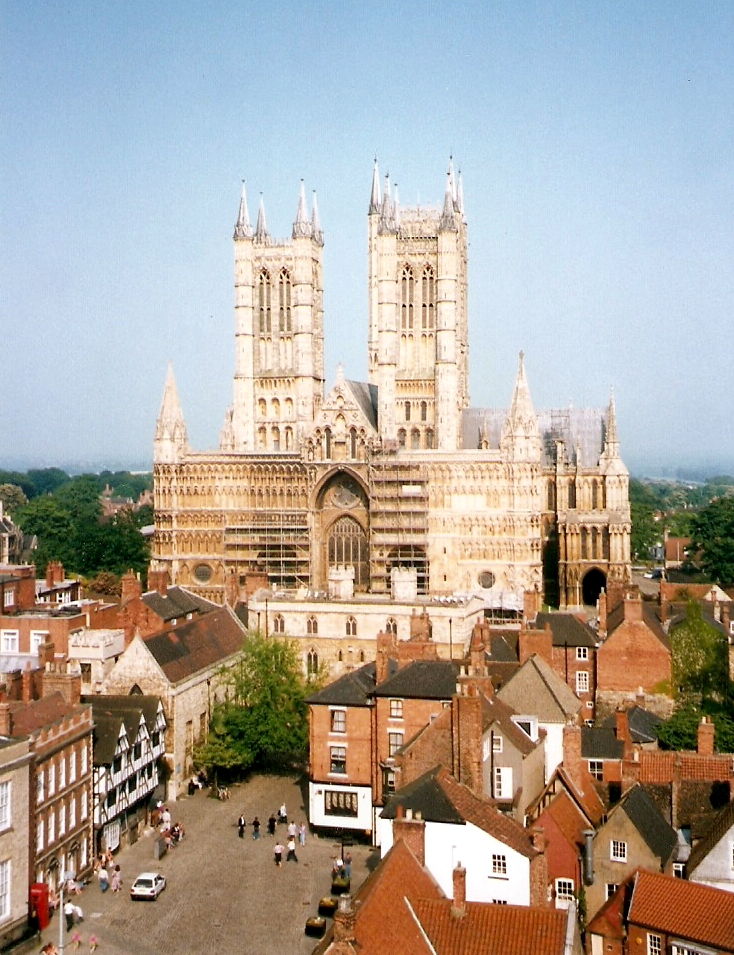
Lincoln Cathedral

| Nr. | Titel                    | Duur  |
| --- | ------------------------ | ----- |
| 1.  | Soul Mortality           | 7:03  |
| 2.  | Dance of the Imps        | 5:26  |
| 3.  | Gifts from Heaven        | 5:05  |
| 4.  | The All Mighty Allmighty | 13:22 |
| 5.  | Dawn and Dusk            | 5:48  |
| 6.  | The Da Vinci Variations  | 15:00 |

| Nr. | Titel | Duur |
| --- | ----- | ---- |